# Alma Richards
Pour les articles homonymes, voir Richards.
Alma Wilford Richards né le 20 février 1890 à Parowan - mort le 3 avril 1963  était un athlète américain, spécialiste du saut en hauteur.
Alma Richards remporte le titre olympique en 1912 lors des Jeux de Stockholm avec un saut à 1,93 m, devant l'allemand Hans Liesche 1,91 m, et le recordman du monde américain George Horine 1,89 m.